# Moghilău
Moghilău, cunoscut și ca Movilău sau Mojilău (în ucraineană Могилів-Подільський, transliterat: Mohîliv-Podilskîi) este un oraș regional în regiunea Vinița, Ucraina, reședință a raionului cu același nume. În afara localității principale, cuprinde și satele Odaia și Soneacine. Este situat la frontiera cu Republica Moldova, vis-a-vis de orașul Otaci, pe malul stâng al Nistrului.

## Demografie
Componența lingvistică a orașului Moghilău
     Ucraineană (92,25%)
     Rusă (7,06%)
     Alte limbi (0,56%)
Conform recensământului din 2001, majoritatea populației orașului Moghilău era vorbitoare de ucraineană (92,25%), existând în minoritate și vorbitori de rusă (7,06%).

## Istoric
Este atestat documentar în 1595 ca moșie a voievodului Moldovei Ieremia Movilă, de unde și numele de Moghilău sau Movilău. Peste puțin timp voievodul moldovean oferǎ localitatea ca dar de nuntǎ fiicei sale, cǎsǎtorite cu un nobil polonez din cunoscuta familie Potocki.
Timp de mai multe secole, orașul a făcut parte din Polonia, devenind un important centru urban al regiunii Podolia. Din anul 1743 orașul s-a bucurat de așa-numitul drept de Magdeburg, care-i conferea o anumită autonomie în raport cu puterea centrală. În anul 1793, ca urmare a celei de-a doua împărțiri a Poloniei, Moghilăul a fost anexat de Imperiul Rus, devenind reședință de județ în gubernia Podolia. Din vara anului 1941 și pânǎ în primăvara anului 1944 a fost reședință județului omonim, Județul Moghilău, în guvernământul Transnistriei, aflat sub administrație românǎ.

#### Ghetoul Moghilău
Înaintea ocupației germano-române a orașului în iunie 1941 locuiau în oraș circa 10,000 evrei. În toamna acelui an au rămas în localitate în jur de 3000-3,700, după ce o parte fuseseră recrutați în armata sovietică sau evacuați cu ea spre est de către autoritățile sovietice, iar alții au fost omorâți de unități germane și române. 

La Moghilău a fost organizat de către regimul mareșalului Ion Antonescu, în anii Holocaustului, în 1941-1944, un ghetou pentru evrei și o stație de tranzit pentru coloanele de evrei deportați spre nord-vestul Transnistriei. În vara și toamna anului 1941  se apreciază că ar fi trecut prin oraș circa 60,000 evrei  dintre care circa 15,000 au reușit să rămână pe loc.
Inginerul evreu Siegfried Jägendorf a obținut de la autoritățile române cele dintâi permise de muncă pentru 500 de evrei în scopul repunerii in funcție a centralei electrice locale. Acest act a constituit premiza constituirii ghetoului evreiesc din Moghilău. Din a doua zi a fost deschisă o bucătărie pentru acești evrei și familiile lor, reprezentând atunci un total de 2000 de persoane   
La 30 noiembrie 1941, comandantul județului a ordonat deportarea tuturor acelor evrei aflați în oraș care nu posedau permise de a lucra în Moghilău. Ordinul a fost repetat în decembrie, ceea ce denotă faptul că nu fusese aplicat. Deoarece prezența evreilor in Transnistria era considerată temporară, ei erau, în afara de aceasta, pasibili de noi deportări in orice zi. Cu toată duritatea condițiilor, evreii cărora li s-a permis să rămână la Moghilău se considerau „norocoși”, deoarece în ghetou erau locuri de muncă organizate, conducătorii de comunități aflați aici aveau legături cu reprezentanți ai autorităților, cu ajutorul mitei se puteau obține uneori permise de muncă și alte înlesniri salvatoare de vieți.
Cu toate expulzările din oraș și mortalitatea ridicată din cauza condițiilor foarte grele de trai care favorizau epidemiile, numărul evreilor a continuat să rămână de circa 15,000 (după datele oficiale 13,000)  fiindcă în ghetou se mai strecurau noi veniți. Din cei 15,000 circa 12,000 erau evrei deportați din România. 
Mulți nu posedau permise de muncă, și inginerul Jägendorf se străduia să primească la muncă un număr mare de oameni. Exista o spaimă permanentă a deportărilor, precum și spaima de prezența în localitate a unui comandament german.
O mare mortalitate era cauzată de epidemii, mai ales de tifos,  de asemenea de foamete, acte de violență, până în noiembrie 1941 fiind curmată viața la 5000 din locuitorii ghetoului.   
În decembrie 1943 peste 3000 de evrei au primit permisiunea de a se întoarce în România. În martie 1944 conducătorii evrei din București au obținut returnarea în România a 1400 copii evrei orfani. La 19 martie 1944 unități de tancuri ale Armatei sovietice de pe Frontul al II-lea Ucrainean au intrat în Moghilău, izgonind trupele germane și române. 
După al doilea război mondial, orașul a devenit un important centru industrial, marcat în special de industria alimentară și construcția de mașini. La recensământul populației din 1989 la Moghilău erau atestați 36 mii locuitori, preponderent ucraineni. Conform recensământului din 2001 în oraș locuiau 32,2 mii locuitori, scăderea populației datorându-se în principal emigrației evreiești.

## Atracții turistice
Printre obiectivele de interes turistic ale orașului se numără catedrala ortodoxă Sfântul Nicolae (1754), biserica ortodoxă Sfânta Parascheva (1775) și biserica ortodoxă Sfântul Gheorghe (1819). În oraș funcționează un muzeu al ținutului și un colegiu de medicină.

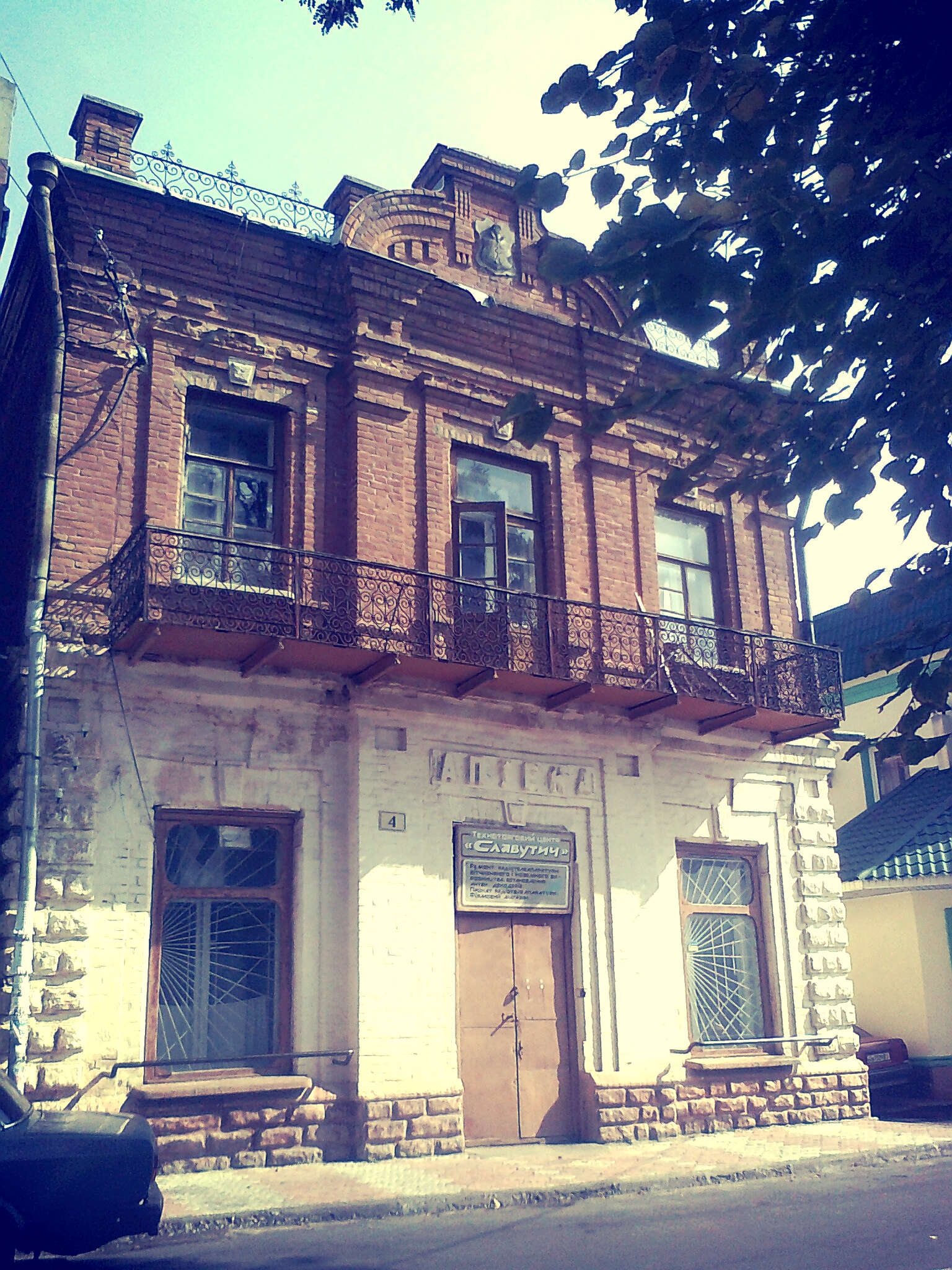
Fosta farmacie, construită în 1902
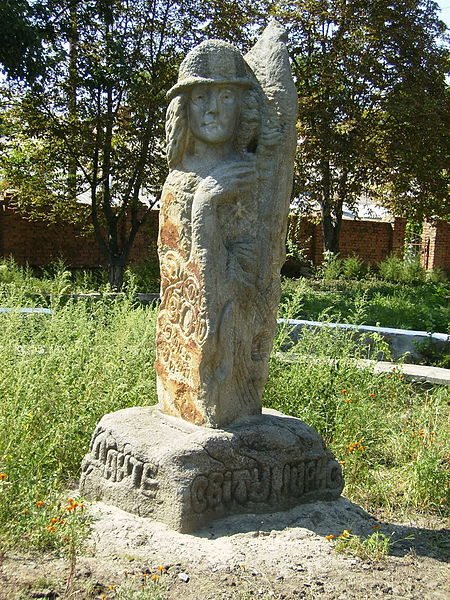
Monument dedicat lui John Lennon
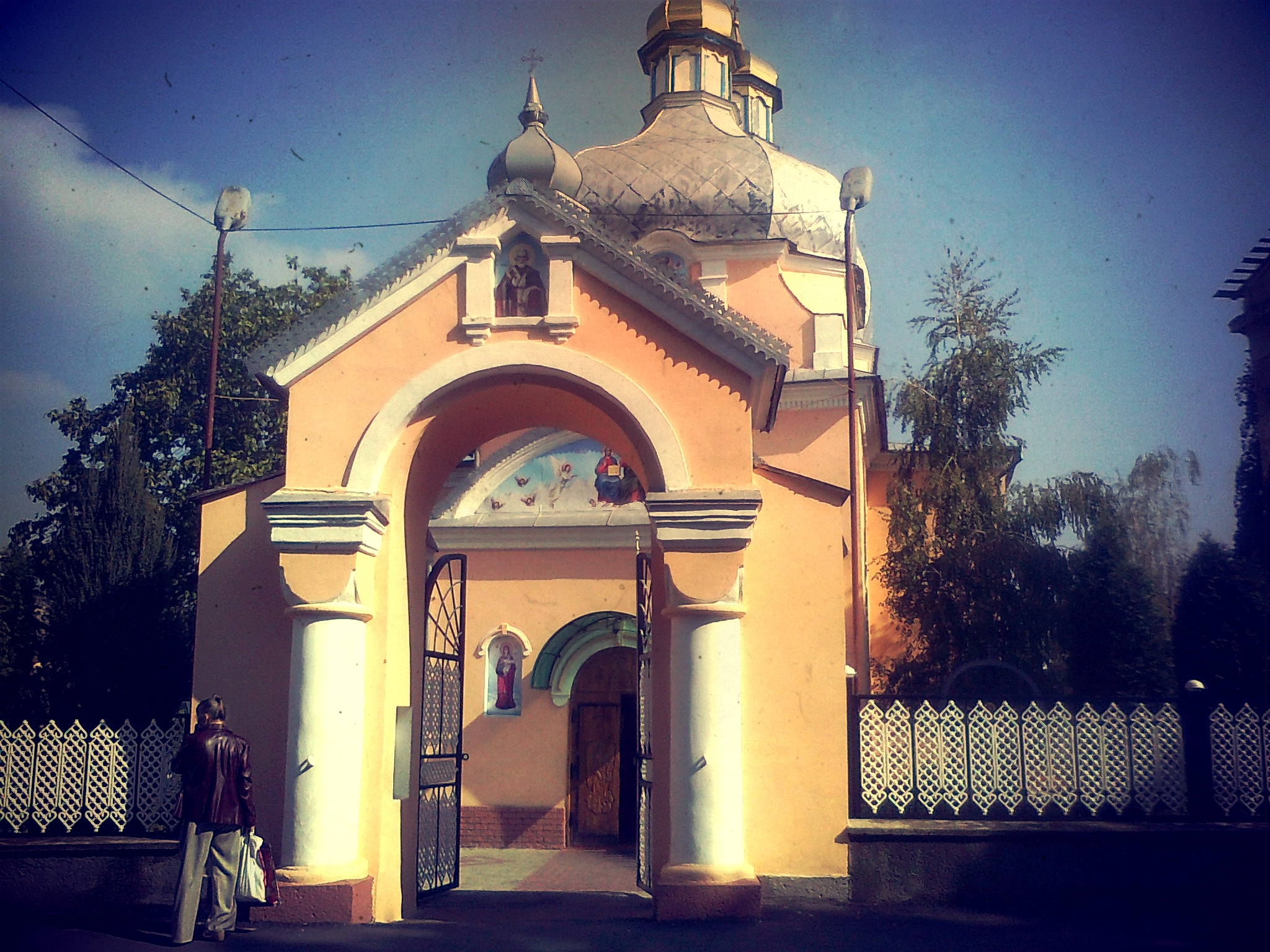
Biserica Sf. Nicolae
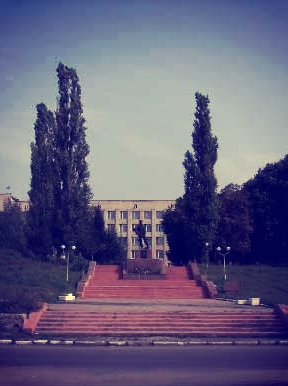
Statuie dedicată lui Mihail Buianov
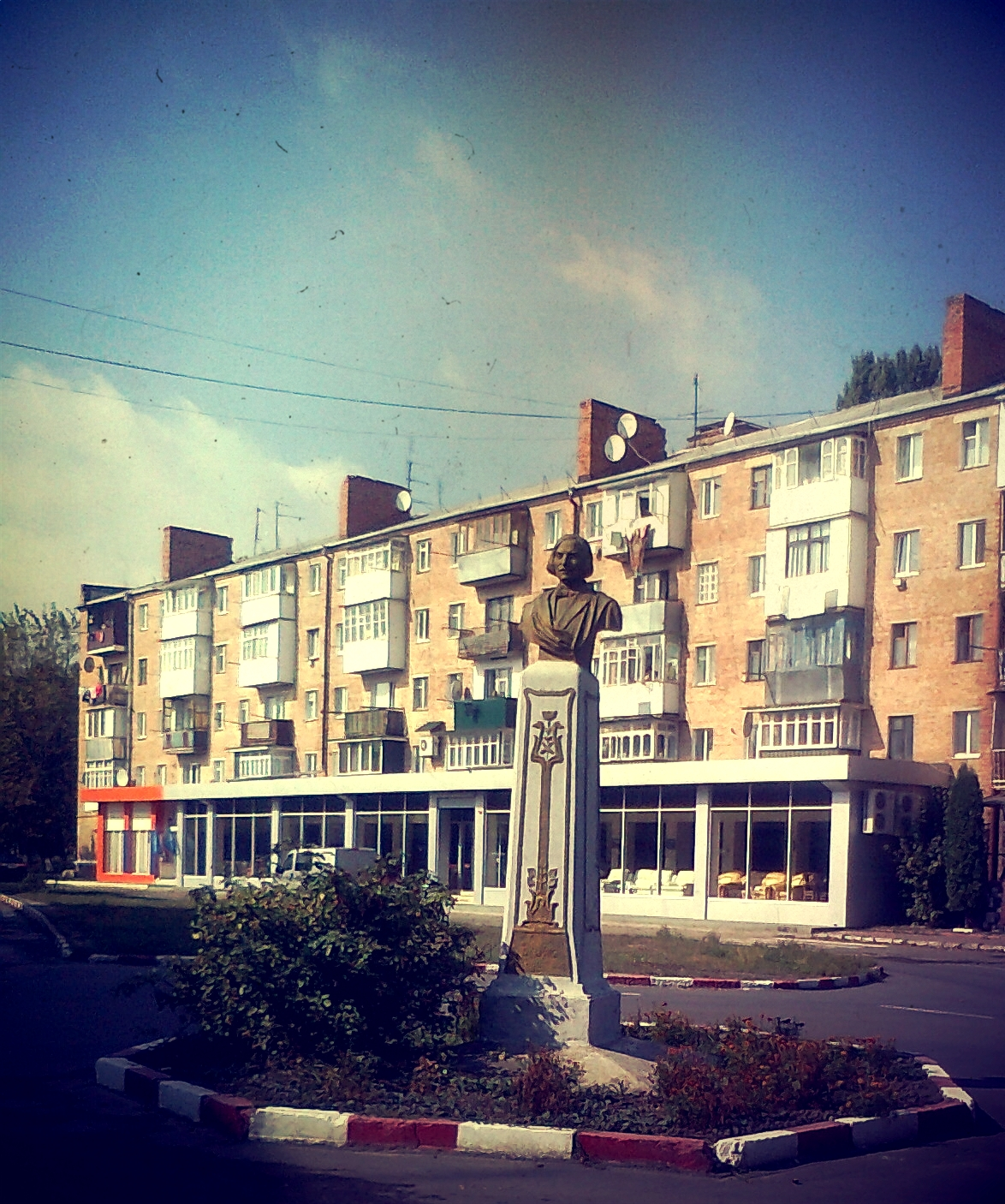
Bustul lui Nikolai Gogol
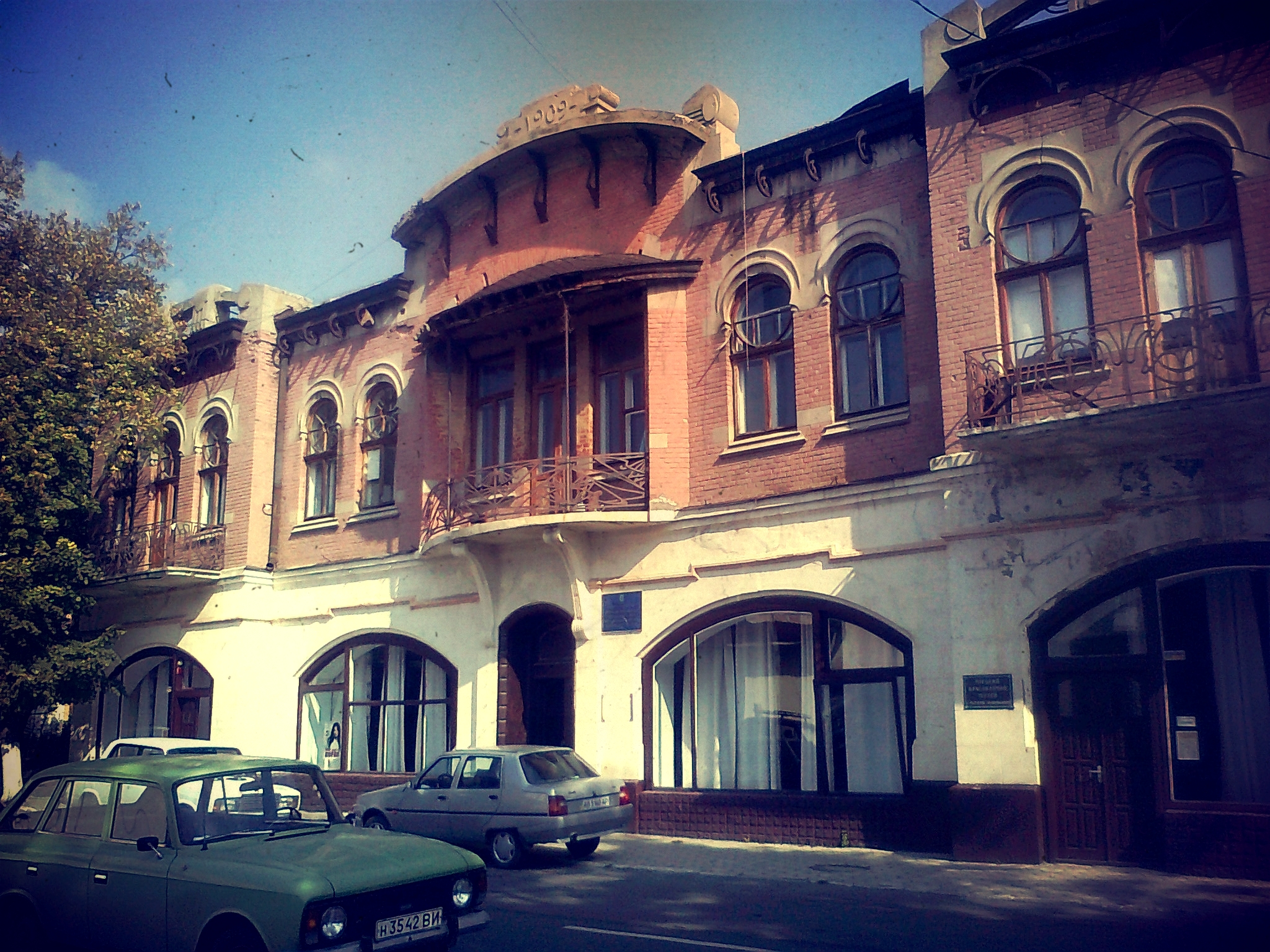
Complex de cladiri comerciale (aripa din spate) datând din 1909
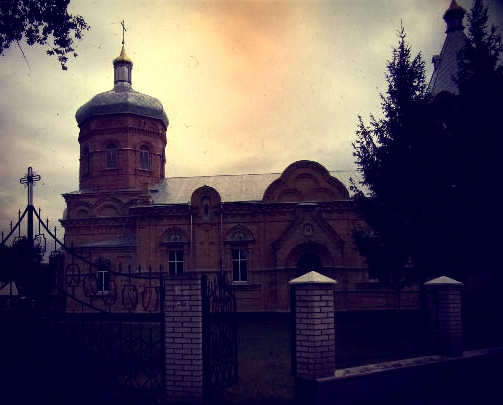
Biserica Sf. Alexandr Nevski, construită în secolul al XIX-lea
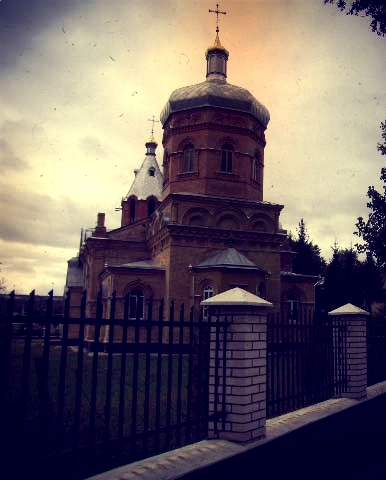
Biserica Sf. Alexandr Nevski
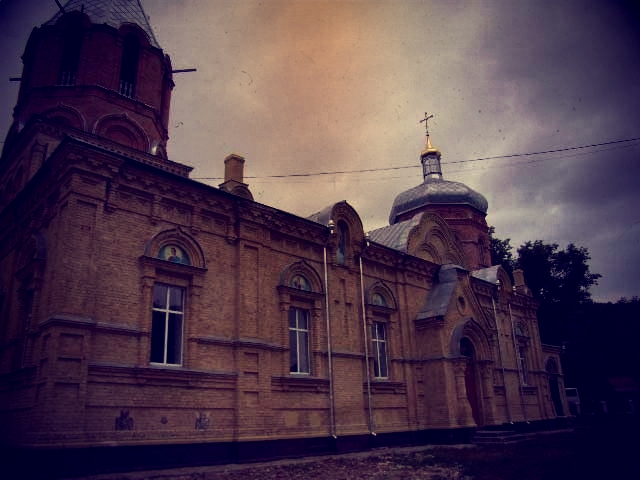
Biserica Sf. Alexandr Nevski
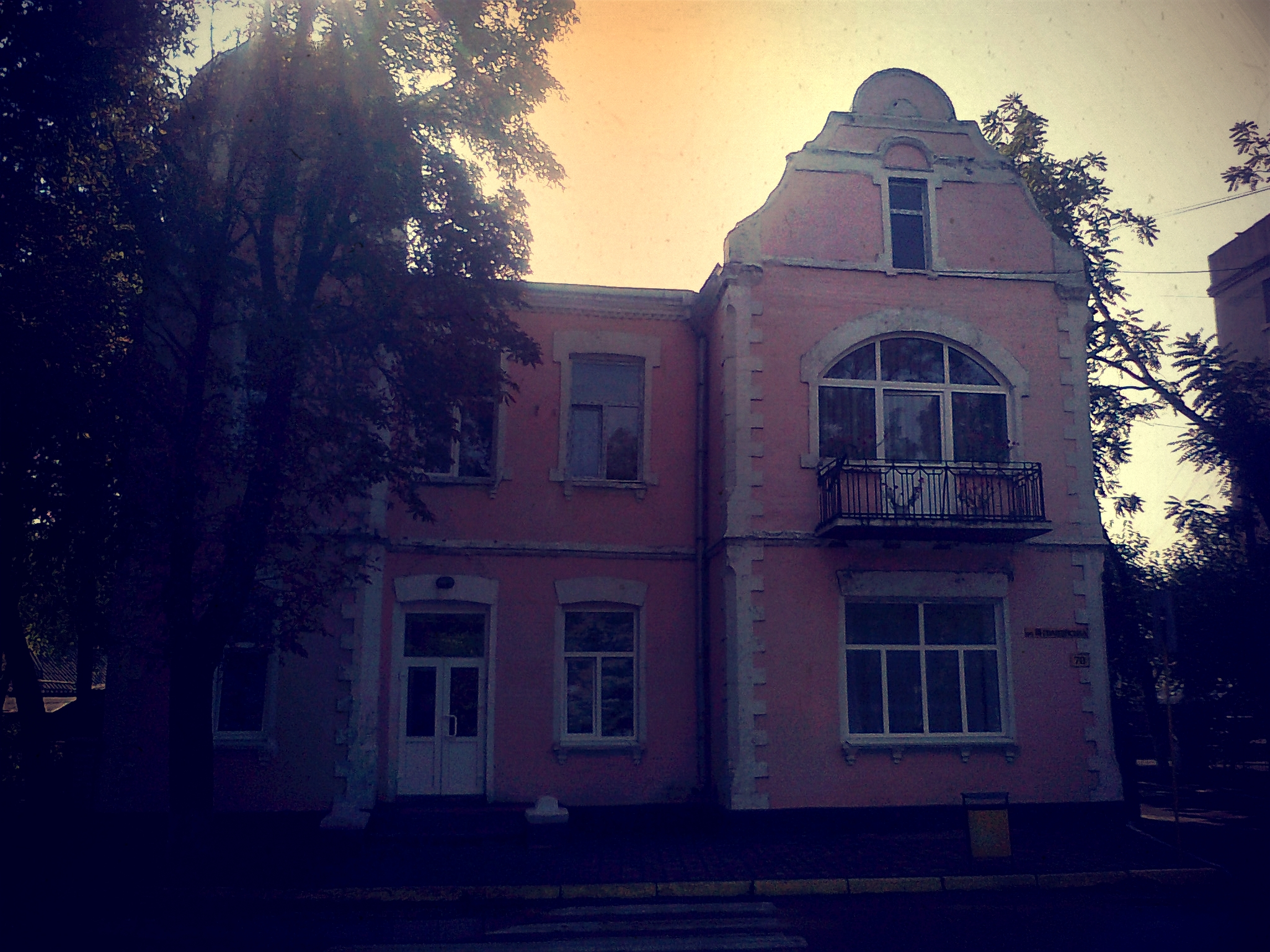
Monument arhitectural
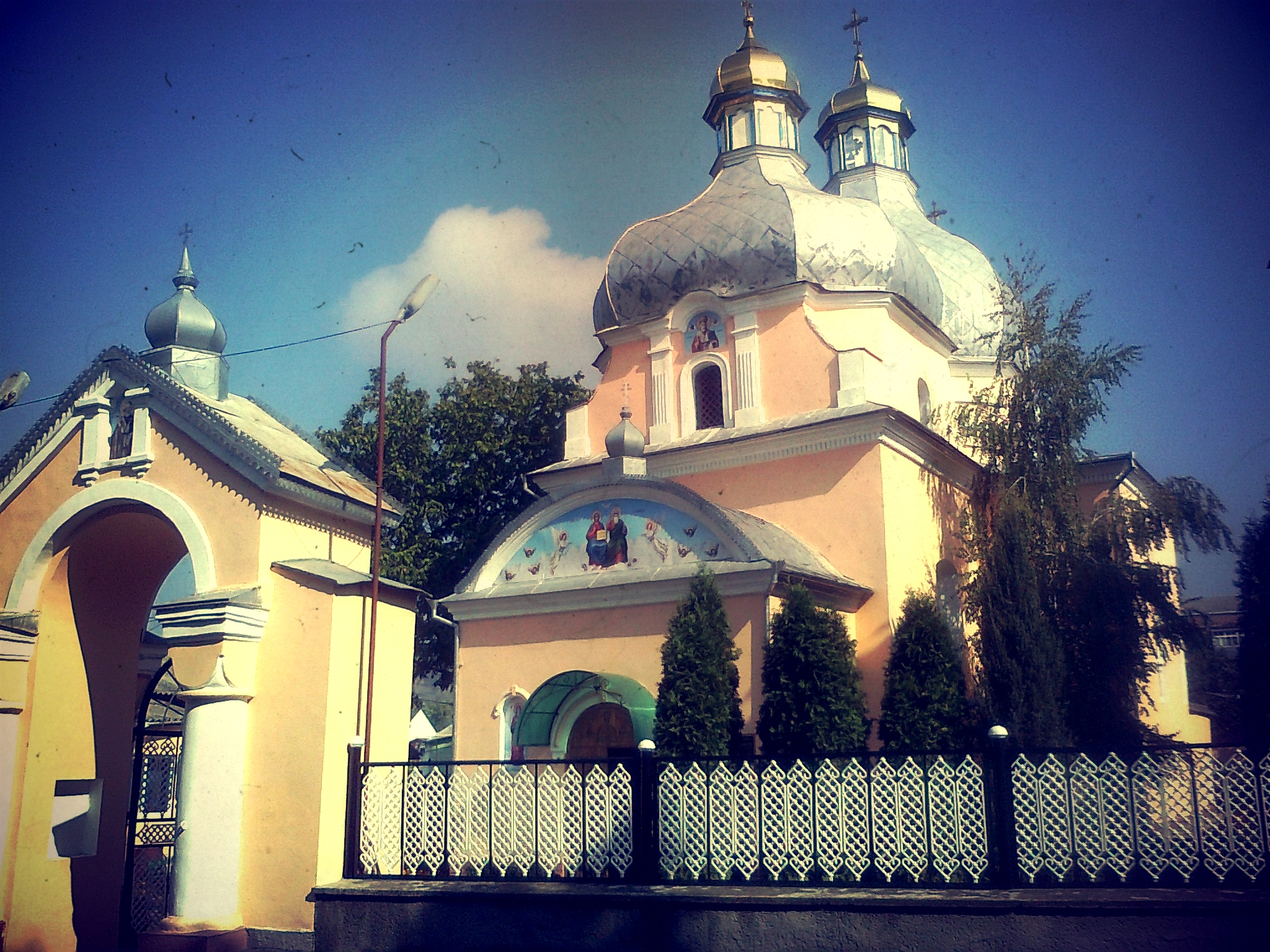
Biserica Sf. Nicolae